# サラ (カネボウ)
『SALA』（サラ）は、カネボウ化粧品（旧社名・鐘紡株式会社・カネボウ化粧品本部 → カネボウコスメット株式会社）がかつて製造販売していたヘアケアブランドの製品名であった。

## 製品概要
- 1982年（昭和57年）に、初めてのシャンプーとリンスを中心にする商品として発売された。

- 当初は大容量サイズをアピールしたファミリーユース製品だったが、若手女性のターゲットを商品とするためシフトしていった。

- 1998年（平成10年）、表記を「SA-LA」から「SALA」に変更。

- 2024年（令和6年）末に生産終了となり、42年の歴史に幕を下ろした。

## 製品情報

### ヘアケア
- サラ シャンプー
- サラ リンス
- サラ エクストラダメージシャンプー
- サラ エクストラダメージリンス
- サラ セレクトシャンプー
- サラ セレクトリンス
- サラ エクストラダメージシャンプー（さらさら）
- サラ エクストラダメージコンディショナー（さらさら）
- サラ エクストラダメージヘアーパック（さらさら）
- サラ エクストラダメージシャンプー（しっとり）
- サラ エクストラダメージコンディショナー（しっとり）
- サラ エクストラダメージヘアーパック（しっとり）
- サラ エクストラダメージシャンプー（オイルリッチ）
- サラ エクストラダメージコンディショナー（オイルリッチ）
- サラ エクストラダメージヘアーパック（オイルリッチ）
- サラ EXDシャンプー
- サラ EXDコンディショナー
- サラ EXシャンプー（さらさら）
- サラ EXコンディショナー（さらさら）
- サラ EXシャンプー（リペア）
- サラ EXコンディショナー（リペア）
- サラ EXシャンプー（ディープモイスチャー）
- サラ EXコンディショナー（ディープモイスチャー）
- サラ スーペリアシャンプー
- サラ スーペリアコンディショナー
- サラ プレミアムスムースシャンプー（さらさら）
- サラ プレミアムスムースコンディショナー（さらさら）
- サラ プレミアムスムースシャンプー（シャイニー）
- サラ プレミアムスムースコンディショナー（シャイニー）
- サラ プレミアムスムースシャンプー（ディープモイスチャー）
- サラ プレミアムスムースコンディショナー（ディープモイスチャー）
- サラ EXシャンプー（ローズリペア）
- サラ EXコンディショナー（ローズリペア）
- サラ EX-Nシャンプー（リペアグロス）
- サラ EX-Nコンディショナー（リペアグロス）
- サラ シャンプー軽やかさらさら（サラの香り）
- サラ コンディショナー軽やかさらさら（サラの香り）
- サラ シャンプーしっとりさらさら（サラスウィートローズの香り）
- サラ コンディショナーしっとりさらさら（サラスウィートローズの香り）
- サラ ミニペア軽やかさらさら（サラの香り）
- サラ ミニペアしっとりさらさら（サラスウィートローズの香り）
- サラ ヘアトリートメント軽やかさらさら（サラの香り）
- サラ ヘアトリートメントしっとりさらさら（サラスウィートローズの香り）

### ヘアスタイリング
- サラ ヒートスタイリングまっすぐアイロン用エッセンス
- サラ ヒートスタイリングまっすぐアイロン用オイル
- サラ ヒートスタイリングふわ巻きカーラーウォーター
- サラ ヘアクリームR
- サラ 巻き髪カーラーウォーター（サラの香り）
- サラ ヘアトニックR